# Tiempo de sangría
El tiempo de sangrado es una prueba que sirve para evaluar la integridad de los vasos, plaquetas y la formación del coágulo. Posee baja sensibilidad y especificidad debido a que se ve afectado por múltiples factores desde una mala técnica de realización del examen, uso de antiplaquetarios o enfermedad concomitante de la hemostasia primaria (Enfermedad de von Willebrand, enfermedad de Glanzmann, síndrome de Bernard-Soulier). Debido a estos factores, el tiempo de sangría no es predictor de hemorragias durante una cirugía, por lo cual ha ido disminuyendo su utilidad entre los exámenes preoperatorios...

## Realización

### Método de Ivy
Primero se coloca un esfigmomanómetro en el brazo, a una presión de 40 mmHg; posteriormente se practica una incisión de 10 mm de largo y 1 mm de ancho en la cara anterior del antebrazo, a unos 5 cm por debajo de la flexura del codo.

Se realiza una incisión superficial en la piel del antebrazo.

El tiempo desde el cual se realiza la incisión hasta que la herida para de sangrar es conocido como tiempo de sangría. 

Cada 30 segundos se utiliza papel filtro para secar la sangre, sin presionar para evitar la alteración del examen.

Se considera normal un tiempo de sangría de alrededor de 3-11 minutos.

### Método de Duke
En el método de Duke, se pincha al paciente con una aguja especial o lanceta, preferentemente en el lóbulo auricular o la yema de los dedos, luego de limpiarlo con alcohol. La punción es de 3-4 mm de longitud. Se limpia la sangre con un papel de filtro cada 30 segundos. El test termina cuando cesa la hemorragia. El tiempo usual es de entre 1 y 4 minutos.

## Utilidad
En la clínica, el tiempo de sangría es un examen de bajo costo que sirve para evaluar la hemostasia primaria. Debido a su baja sensibilidad y especificidad no se utiliza como examen de diagnóstico, pero sí como una buena herramienta de orientación diagnóstica.